# 叶菲姆·斯拉夫斯基
叶菲姆·帕夫洛维奇·斯拉夫斯基（1898年10月26日—1991年11月28日），苏联烏克蘭裔政治人物，1957年至1986年担任中型机械工业部部长，苏联原子弹计划的领导者，三次获得社会主义劳动英雄称号。

## 生平
1898年10月26日出生在马克耶夫卡（现乌克兰）的一个农民家庭。13岁时就开始在铸造厂工作。1918年春加入俄国共产党（布尔什维克）。1923年至1928年在红军的骑兵队服役。1933年毕业于有色金属学院。
1933年至1940年，他在弗拉季高加索的冶金厂工作。1940年被任命为扎波罗热第聂伯河铝厂厂长。1941年为卡緬斯克乌拉尔铝厂厂长。1945年至1946年担任苏联有色冶金部副人民委员，主管苏联铝业。1947年至1949年担任代号817工厂总工程师（现“灯塔”生产联合体），为苏联第一颗原子弹生产钚合金。第一颗原子弹成功试爆后，他于1949年10月29日获得社会主义劳动英雄称号及列宁勋章和镰刀锤子奖章。1953年参与了第一枚氢弹RDS-6的测试，1954年第二次获社会主义劳动英雄称号。1955年至1957年担任苏联中型机械工业部第一副部长，后升任部长。1961年参与了沙皇炸彈的制造和试爆工作，1962年第三次获得社会主义劳动英雄称号。
1965年，为了解决哈萨克斯坦加盟共和国塞米巴拉金斯克州恰刚河区域工业及农场供水问题，苏联批准在地下178米处实施核爆炸。为了说明工程质量和安全性，打消当地人用水的顾虑，斯拉夫斯基第一个跳进湖内游泳。
1986年因健康原因被解职。1991年11月28日在莫斯科去世，被埋葬在新圣女公墓。

## 荣誉
- 三次“社会主义劳动英雄”称号和镰刀锤子奖章（1949年10月29日，1954年1月4日，1962年3月7日）
- 十次列寧勳章
- 十月革命勋章（1973年）
- 一级衛國戰爭勳章（1985年3月11日）
- 两次劳动红旗勋章（1953年12月24日，1966年7月29日）
- 其他奖章
- 列宁奖（1980年）
- 斯大林奖一等奖（1949年，1951年）
- 苏联国家奖（1984年）
- 谢韦尔斯克荣誉市民（1979年7月19日）[7]
- 泽列诺戈尔斯克荣誉市民（1981年6月17日）
- 厄斯克門荣誉市民[8]

国外奖项
- 友谊勋章（捷克斯洛伐克社会主义共和国，1980年1月7日）[9]

## 備註
1. ↑  俄語羅馬化：Yefim Pavlovich Slavsky
2. ↑  烏克蘭語羅馬化：Yukhym Pavlovych Slavskyi